# گمینا بیاووپوله
گمینا بیاووپوله (به لهستانی:  Gmina Białopole) یک گمینا در لهستان است که در شهرستان خوم واقع شده‌است. گمینا بیاووپوله ۱۰۳٫۵۷ کیلومتر مربع مساحت و ۳٬۲۲۷ نفر جمعیت دارد.